# Celerino
Celerino  è un nome proprio di persona italiano maschile.

## Varianti
- Femminili: Celerina[1][2]

### Varianti in altre lingue
- Catalano: Celerí[3]
- Francese: Célerin
- Latino: Celerinus[1]
  - Femminili: Celerina[1]
- Spagnolo: Celerino[3]

## Origine e diffusione
Deriva dal nome latino Celerinus, basato sul termine celeris ("veloce", "rapido", "celere").
In Italia, comunque, più che rifarsi al debole culto del santo così chiamato, il nome è spesso una creazione risalente agli anni 1950, di natura ideologica e polemica, in riferimento agli scontri tra agitatori e scioperanti e reparti celeri della Polizia di Stato.

## Onomastico
L'onomastico si festeggia il 3 febbraio in memoria di san Celerino, diacono e martire a Cartagine; lo stesso giorno si ricorda anche sua nonna santa Celerina, anch'essa martire in Africa.